# Temporada 2020 del Campeonato de Europa de Rally
La temporada 2020 fue la edición 68º del Campeonato de Europa de Rally. Comenzó el 24 de julio en el Rally di Roma Capitale y terminó el 28 de noviembre en el Rally de Canarias.
El campeón de esta atípica temporada marcada por la Pandemia de COVID-19 fue el ruso Alexey Lukyanuk que ganó el título con un Citroën C3 R5 del Saintéloc Junior Team. Su copiloto Dmitriy Eremeev ganó el campeonato de copilotos a pesar se no haber disputado la última fecha del campeonato.
En el apartado por equipos el Rallye Team Spain ganó el títulos gracias a los puntos sumados por las tripulaciones de Efrén Llarena y Sara Fernández, y Josep Bassas y Axel Coronado.

## Calendario
- Varias pruebas se aplazaron y otras se cancelaron debido a la pandemia de coronavirus.

### Calendario inicial
| N.º | Fecha            | Rally                       | Superficie |
| --- | ---------------- | --------------------------- | ---------- |
| 1   | 26–28 de marzo   | 55.º Rally de Azores        | Tierra     |
| 2   | 7–9 de mayo      | 44.º Rally Islas Canarias   | Asfalto    |
| 3   | 29-31 de mayo    | Rally Liepāja               | Tierra     |
| 4   | 26–28 de junio   | 77.º Rally de Polonia       | Tierra     |
| 5   | 24–26 de julio   | 8.º Rally di Roma Capitale  | Asfalto    |
| 6   | 28–30 de agosto  | 50.º Barum Czech Rally Zlín | Asfalto    |
| 7   | 9-11 de octubre  | 48.º Rally de Chipre        | Tierra     |
| 8   | 6–8 de noviembre | 2.º Rally Hungary           | Asfalto    |

### Calendario final
| N.º | Fecha              | Rally                       | Superficie | Resultados |
| --- | ------------------ | --------------------------- | ---------- | ---------- |
| -   | Cancelado          | 77.º Rally de Polonia       | Tierra     |            |
| 1   | 24–26 de julio     | 8.º Rally di Roma Capitale  | Asfalto    | Resultados |
| 2   | 14-16 de agosto    | Rally Liepāja               | Tierra     | Resultados |
| -   | Cancelado          | 50.º Barum Czech Rally Zlín | Asfalto    |            |
| -   | Cancelado          | 55.º Rally de Azores        | Tierra     |            |
| 3   | 2-4 de octubre     | Rally Fafe Montelongo       | Asfalto    | Resultados |
| -   | Cancelado          | 48.º Rally de Chipre        | Tierra     |            |
| 4   | 6–8 de noviembre   | 2.º Rally Hungary           | Asfalto    | Resultados |
| 5   | 26-28 de noviembre | 44.º Rally Islas Canarias   | Asfalto    | Resultados |
| -   | Cancelado          | 6. Herock Spa Rally         | Asfalto    |            |

## Sistema de puntuación
En comparación con la temporada pasada, el sistema de puntuación de los pilotos cambiará para esta temporada. Se otorgarán puntos a los primeros quince pilotos (y no a diez como antes).
| Posición | 1º | 2º | 3º | 4º | 5º | 6º | 7º | 8º | 9º | 10º | 11º | 12º | 13º | 14º | 15º |
| Puntos   | 30 | 24 | 21 | 19 | 17 | 15 | 13 | 11 | 9  | 7   | 5   | 4   | 3   | 2   | 1   |

Además se cambiara también el sistema de puntuación para las jornadas individuales (etapas de rally). Ahora, al final de cada jornada, los primeros cinco pilotos serán recompensados (no siete como antes).
| Posición | 1º | 2º | 3º | 4º | 5º |
| Puntos   | 5  | 4  | 3  | 2  | 1  |

## Clasificación

### Resultados de rallys
| Ronda | Evento                     | Piloto ganador    | Copiloto ganador | Equipo ganador        | Tiempo    | Resultados |
| ----- | -------------------------- | ----------------- | ---------------- | --------------------- | --------- | ---------- |
| 1.    | 8.º Rally di Roma Capitale | Alexey Lukyanuk   | Dmitriy Eremeev  | Saintéloc Junior Team | 1:58:57.0 | Resultados |
| 2.    | 8. Rally Liepāja           | Oliver Solberg    | Aaron Johnston   | Oliver Solberg        | 1:27:23.0 | Resultados |
| 3.    | Rally Fafe Montelongo      | Alexey Lukyanuk   | Dmitriy Eremeev  | Saintéloc Junior Team | 1:45:52.5 | Resultados |
| 4.    | 2.º Rally Hungary          | Andreas Mikkelsen | Ola Fløene       | Topp-Cars Rally Team  | 1:48:31.1 | Resultados |
| 5.    | 44.º Rally Islas Canarias  | Adrien Fourmaux   | Renaud Jamoul    | M-Sport Ford WRT      | 2:12:21.2 | Resultados |

### Campeonato de pilotos
Para el campeonato solo se tomaron en cuenta los mejores cuatro resultados.
| Pos | Piloto                     | ITA    | LAT    | PRT   | HUN    | ESP   | Puntos | Mejores 4 |
| --- | -------------------------- | ------ | ------ | ----- | ------ | ----- | ------ | --------- |
| 1   | Alexey Lukyanuk            | 130+8  | 224+8  | 130+8 | 133+5  | 713   | 129    | 121       |
| 2   | Oliver Solberg             | 321+5  | 130+10 | 23    | 419+4  | 419+4 | 112    | 112       |
| 3   | Grégoire Munster           | 713    | 615    | 321+7 | 224+3  | 180+1 | 84     | 83        |
| 4   | Iván Ares                  |        |        | 224+9 |        | 321+5 | 59     | 59        |
| 5   | Andreas Mikkelsen          |        |        |       | 130+5  | 615+2 | 52     | 52        |
| 6   | Efrén Llarena              | 615    | 811    | Ret   | 321+3  | 20    | 50     | 50        |
| 7   | Craig Breen                | 419    | 419+2  | 160+3 | Ret0+4 | 115   | 52     | 49        |
| 8   | Miko Marczyk               | 107    | 124+2  | 419+2 | 151    | 9     | 44     | 43        |
| 9   | Adrien Fourmaux            | Ret    |        |       |        | 130+7 | 37     | 37        |
| 10  | Norbert Herczig            | 32     |        | 517+2 | 615+2  |       | 36     | 36        |
| 11  | Erik Cais                  | 37     | 115    | 615+2 | 811+3  | 34    | 36     | 36        |
| 12  | Callum Devine              | Ret    | Ret    | 811   | 713    | 811   | 35     | 35        |
| 13  | Yoann Bonato               |        |        |       | 142    | 224+7 | 33     | 33        |
| 14  | Giandomenico Basso         | 224+8  |        |       |        |       | 32     | 32        |
| 15  | Emil Lindholm              | 9      | 517+1  | Ret   | 19     |       | 27     | 27        |
| 16  | Niki Mayr-Melnhof          | 23     | 142    | 115   | 517+1  | 16    | 25     | 25        |
| 17  | Eerik Pietarinen           |        | 321+3  |       |        |       | 24     | 24        |
| 18  | Dominik Dinkel             | 133    | 133    | 713   | 124    |       | 23     | 23        |
| 19  | Simone Tempestini          | 517+2  |        |       |        | 142   | 21     | 21        |
| 20  | Marijan Griebel            | 151    |        | 107   | 9      | 133   | 20     | 20        |
| 21  | José Antonio Suárez        |        |        |       |        | 517+1 | 18     | 18        |
| 22  | Mikko Heikkilä             |        | 713    |       |        |       | 13     | 13        |
| 23  | Surhayen Pernía            |        |        | 9     |        | 124   | 13     | 13        |
| 24  | Filip Mareš                | 811+1  |        |       |        |       | 12     | 12        |
| 25  | Sean Johnston              |        | 99+1   |       |        |       | 10     | 10        |
| 26  | Raul Jeets                 |        | 107    |       |        |       | 7      | 7         |
| 27  | András Hadik               |        |        |       | 107    |       | 7      | 7         |
| 28  | Luis Monzón                |        |        |       |        | 107   | 7      | 7         |
| 29  | Albert von Thurn und Taxis | 142    |        | 124   | 16     | Ret   | 6      | 6         |
| 30  | Josh McErlean              |        |        |       | 115    | 19    | 5      | 5         |
| 31  | Andrea Crugnola            | 380+5  |        |       |        |       | 5      | 5         |
| 32  | Alessandro Re              | 115    |        |       |        |       | 5      | 5         |
| 33  | Antonio Rusce              | 124    |        |       |        |       | 4      | 4         |
| 34  | Nikolay Gryazin            |        | 200+3  |       |        |       | 3      | 3         |
| 35  | Francisco Antonio López    |        |        | 180+2 |        | Ret   | 2      | 2         |
| 36  | Ken Torn                   | 18     | 151    | 14    | 18     | 21    | 1      | 1         |
| 37  | Enrique Cruz               |        |        |       |        | 151   | 1      | 1         |
| 38  | Aloísio Monteiro           |        |        | 190+1 |        |       | 1      | 1         |
| 39  | Fabian Kreim               | Ret0+1 |        |       |        |       | 1      | 1         |
| Pos | Piloto                     | ITA    | LAT    | PRT   | HUN    | ESP   | Puntos | Mejores 4 |

| Color     | Resultado                 |
| Oro       | Ganador                   |
| Plata     | 2ª plaza                  |
| Bronce    | 3ª plaza                  |
| Verde     | Finalizó, en los puntos   |
| Azul      | Finalizó, sin puntos      |
| Violeta   | No terminó (Ret)          |
| Negro     | Descalificado (DES)       |
| Blanco    | No empezó (DNS)           |
| Blanco    | Excluido (EX)             |
| Blanco    | Lesionado (LES)           |
| Sin color | No participó              |
| x+1       | Indica puntos por jornada |

### Campeonato de copilotos
Para el campeonato solo se tomaron en cuenta los mejores cuatro resultados.
| Pos | Copiloto               | ITA    | LAT    | PRT   | HUN    | ESP   | Puntos | Mejores 4 |
| --- | ---------------------- | ------ | ------ | ----- | ------ | ----- | ------ | --------- |
| 1   | Dmitriy Eremeev        | 130+8  | 224+8  | 130+8 | 133+5  |       | 116    | 116       |
| 2   | Aaron Johnston         | 321+5  | 130+10 | 23    | 419+4  | 419+4 | 112    | 112       |
| 3   | Louis Louka            | 713    | 615    | 321+7 | 224+3  | 180+1 | 84     | 83        |
| 4   | David Vázquez          |        |        | 224+9 |        | 321+5 | 59     | 59        |
| 5   | Sara Fernández         | 615    | 811    | Ret   | 321+3  | 20    | 50     | 50        |
| 6   | Paul Nagle             | 419    | 419+2  | 160+3 | Ret0+4 | 115   | 52     | 49        |
| 7   | Szymon Gospodarczyk    | 107    | 124+2  | 419+2 | 151    | 9     | 44     | 43        |
| 8   | Renaud Jamoul          | Ret    |        |       |        | 130+7 | 37     | 37        |
| 9   | Ramón Ferencz          | 32     |        | 517+2 | 615+2  |       | 36     | 36        |
| 10  | Jindřiška Žáková       | 37     | 115    | 615+2 | 811+3  | 34    | 36     | 36        |
| 11  | Ola Fløene             |        |        |       | 130+5  |       | 35     | 35        |
| 12  | James Fulton           | Ret    | Ret    | 811   | 713    | 811   | 35     | 35        |
| 13  | Benjamin Boulloud      |        |        |       | 142    | 224+7 | 33     | 33        |
| 14  | Lorenzo Granai         | 224+8  |        |       |        |       | 32     | 32        |
| 15  | Mikael Korhonen        | 9      | 517+1  | Ret   | 19     |       | 27     | 27        |
| 16  | Leopold Welsersheimb   | 23     | 142    | 115   | 517+1  | 16    | 25     | 25        |
| 17  | Antti Linnaketo        |        | 321+3  |       |        |       | 24     | 24        |
| 18  | Sergiu Itu             | 517+2  |        |       |        | 142   | 21     | 21        |
| 19  | Alberto Iglesias       |        |        |       |        | 517+1 | 18     | 18        |
| 20  | Anders Jæger           |        |        |       |        | 615+2 | 17     | 17        |
| 21  | Tobias Braun           |        |        | 107   | 9      |       | 16     | 16        |
| 22  | Henri Arpiainen        |        | 713    |       |        |       | 13     | 13        |
| 23  | Michael Wenzel         |        |        | 713   |        |       | 13     | 13        |
| 24  | Alexey Arnautov        |        |        |       |        | 713   | 13     | 13        |
| 25  | Eduardo González       |        |        | 9     |        | 124   | 13     | 13        |
| 26  | Radovan Bucha          | 811+1  |        |       |        |       | 12     | 12        |
| 27  | Alex Kihurani          |        | 99+1   |       |        |       | 10     | 10        |
| 28  | Ursula Mayrhofer       | 133    | 133    |       | 124    |       | 10     | 10        |
| 29  | Andrus Toom            |        | 107    |       |        |       | 7      | 7         |
| 30  | Krisztián Kertész      |        |        |       | 107    |       | 7      | 7         |
| 31  | José Carlos Déniz      |        |        |       | 107    |       | 7      | 7         |
| 32  | Bernhard Ettel         | 142    |        | 124   | 16     | Ret   | 6      | 6         |
| 33  | Pietro Elia Ometto     | 380+5  |        |       |        |       | 5      | 5         |
| 34  | Paolo Zanini           | 115    |        |       |        |       | 5      | 5         |
| 35  | Keaton Williams        |        |        |       | 115    | 19    | 5      | 5         |
| 36  | Sauro Farnocchia       | 124    |        |       |        |       | 4      | 4         |
| 37  | Pirmin Winklhofer      | 151    |        |       |        | 133   | 4      | 4         |
| 38  | Konstantin Aleksandrov |        | 200+3  |       |        |       | 3      | 3         |
| 39  | Borja Odriozola        |        |        | 180+2 |        | Ret   | 2      | 2         |
| 40  | Frank Christian        | Ret0+1 |        |       |        |       | 1      | 1         |
| 41  | Kauri Pannas           | 18     | 151    | 14    | 18     | 21    | 1      | 1         |
| 42  | Sancho Eiró            |        |        | 190+1 |        |       | 1      | 1         |
| 43  | Yeray Mújica           |        |        |       |        | 151   | 1      | 1         |
| Pos | Copiloto               | ITA    | LAT    | PRT   | HUN    | ESP   | Puntos | Mejores 4 |

| Color     | Resultado                 |
| Oro       | Ganador                   |
| Plata     | 2ª plaza                  |
| Bronce    | 3ª plaza                  |
| Verde     | Finalizó, en los puntos   |
| Azul      | Finalizó, sin puntos      |
| Violeta   | No terminó (Ret)          |
| Negro     | Descalificado (DES)       |
| Blanco    | No empezó (DNS)           |
| Blanco    | Excluido (EX)             |
| Blanco    | Lesionado (LES)           |
| Sin color | No participó              |
| x+1       | Indica puntos por jornada |

### ERC  Teams
| Pos. | Piloto                           | Puntos |
| ---- | -------------------------------- | ------ |
| 1    | Rallye Team Spain                | 199    |
| 2    | Sainteloc Junior Team            | 183    |
| 3    | Estonian Autosport Junior Team   | 155    |
| 4    | Drift Company Rally Team         | 89     |
| 5    | Team MRF Tyres                   | 79     |
| 6    | Toksport WRT                     | 77     |
| 7    | Orlen Team                       | 71     |
| 8    | Hyundai Ares Racing Team         | 62     |
| 9    | Motorsport Ireland Rally Academy | 61     |
| 10   | Topp-Cars Rallye Team            | 59     |

### ERC 1 Junior
Para el campeonato solo se tomaron en cuenta los mejores cuatro resultados.
| Pos | Piloto              | ITA    | LAT    | PRT    | HUN   | ESP   | Puntos | Mejores 4 |
| --- | ------------------- | ------ | ------ | ------ | ----- | ----- | ------ | --------- |
| 1   | Oliver Solberg      | 130+10 | 130+10 | 615+1  | 321+7 | 224+9 | 157    | 141       |
| 2   | Grégoire Munster    | 419+5  | 321+4  | 130+10 | 130+6 | 615+3 | 143    | 125       |
| 3   | Efrén Llarena       | 321+5  | 419+3  | Ret    | 224+7 | 713   | 92     | 92        |
| 4   | Miko Marczyk        | 615    | 615+4  | 224+7  | 713   | 419+3 | 100    | 87        |
| 5   | Erik Cais           | 9      | 517+2  | 321+6  | 517+5 | 811   | 88     | 79        |
| 6   | Callum Devine       | Ret    | Ret0+1 | 517+1  | 419+3 | 321+4 | 66     | 66        |
| 7   | Dominik Dinkel      | 713    | 713    | 419+5  | 615   |       | 65     | 65        |
| 8   | Emil Lindholm       | 517+1  | 224+6  | Ret    | 811+2 |       | 61     | 61        |
| 9   | Simone Tempestini   | 224+6  |        |        |       | 517+2 | 39     | 39        |
| 10  | Adrien Fourmaux     | Ret    |        |        |       | 130+9 | 39     | 39        |
| 11  | Alberto Battistolli | 811    | 811    |        |       |       | 22     | 22        |
| 12  | Fabian Kreim        | 133    |        |        |       |       | 3      | 3         |
|     | Damiano De Tommaso  | Ret    |        |        |       |       | 0      | 0         |
|     | Ádám Velenczei      |        |        |        | Ret   |       | 0      | 0         |
| Pos | Piloto              | ITA    | LAT    | PRT    | HUN   | ESP   | Puntos | Mejores 4 |

### ERC-2
Para el campeonato solo se tomaron en cuenta los mejores cuatro resultados.
| Pos | Piloto           | ITA   | LAT    | PRT    | HUN    | ESP   | Puntos | Mejores 4 |
| --- | ---------------- | ----- | ------ | ------ | ------ | ----- | ------ | --------- |
| 1   | Tibor Érdi Jr.   |       | 130+10 | 130+10 | 130+10 | 130+9 | 159    | 159       |
| 2   | Andrea Mabellini | 224+9 | Ret1   | 224+7  | 321+4  | 321+6 | 116    | 116       |
| 3   | Zelindo Melegari | 130+9 | 419+4  | 517+2  | 224+8  | Ret1  | 112    | 112       |
| 4   | Dmitry Feofanov  | 517+2 | 321+7  | 321+4  | Ret3   | Ret2  | 78     | 78        |
| 5   | Roberto Gobbin   | 419+3 |        | 419+4  | Ret    |       | 45     | 45        |
| 6   | Martin Rada      |       | 517+1  |        | 419+4  |       | 41     | 41        |
| 7   | Dariusz Poloński | Ret   | Ret    |        |        | 224+9 | 33     | 33        |
| 8   | Ainārs Igaveņš   |       | 224+7  |        |        |       | 31     | 31        |
| 9   | Petr Nešetřil    | 321+6 |        |        |        |       | 27     | 27        |
| 10  | Igor Widłak      | Ret1  |        |        |        |       | 1      | 1         |
|     | Mihnea Mureșan   |       |        |        | Ret    |       | 0      | 0         |
| Pos | Piloto           | ITA   | LAT    | PRT    | HUN    | ESP   | Puntos | Mejores 4 |

### ERC-3
Para el campeonato solo se tomaron en cuenta los mejores cuatro resultados.
| Pos | Piloto              | ITA    | LAT   | PRT    | HUN   | ESP   | Puntos | Mejores 4 |
| --- | ------------------- | ------ | ----- | ------ | ----- | ----- | ------ | --------- |
| 1   | Ken Torn            | 130+10 | 130+9 | 224+8  | 130+9 | 130+4 | 184    | 151       |
| 2   | Josep Bassas        | 224+7  | 713   | 130+10 | 224+9 | DSQ   | 117    | 117       |
| 3   | Amaury Molle        | 615+2  | Ret   | 419+4  | 615   | 713   | 68     | 68        |
| 4   | Dennis Rådström     | 124+3  | 224+7 |        |       |       | 38     | 38        |
| 5   | Ola Nore Jr.        |        |       |        | 419+3 | 615+1 | 38     | 38        |
| 6   | Sergio Fuentes      | 133    | 9     |        |       | 321+3 | 36     | 36        |
| 7   | Adrienn Vogel       | 517    |       |        | 517+1 | Ret   | 35     | 35        |
| 8   | Pedro Almeida       | 115    |       | 321+6  |       | Ret3  | 32     | 32        |
| 9   | Jorge Cagiao        |        |       |        |       | 224+6 | 30     | 30        |
| 10  | Raul Badiu          |        |       |        | 321+5 |       | 26     | 26        |
| 11  | Csaba Juhász        | 713    |       |        | 713   |       | 26     | 26        |
| 12  | Reinis Nitišs       |        | 321+3 |        |       |       | 24     | 24        |
| 13  | Martin László       | 321+2  |       |        | Ret   |       | 23     | 23        |
| 14  | Sergio Cuesta       | Ret    | 107   | 615+1  |       |       | 23     | 23        |
| 15  | Gregor Jeets        |        | 419+3 |        |       |       | 22     | 22        |
| 16  | Charles Munster     |        |       |        |       | 517+5 | 22     | 22        |
| 17  | Chris Ingram        |        |       |        |       | 419+3 | 22     | 22        |
| 18  | Miika Hokkanen      | Ret    | 517+3 |        |       |       | 20     | 20        |
| 19  | Nikolai Landa       | 9      | 811   |        |       |       | 20     | 20        |
| 20  | Zoltán László       | 419    |       |        |       |       | 19     | 19        |
| 21  | Mario Castro        |        |       | 517+1  |       |       | 18     | 18        |
| 22  | Adam Westlund       | Ret    | 615   |        |       |       | 15     | 15        |
| 23  | Norbert Maior       |        |       |        | 811+3 |       | 14     | 14        |
| 24  | Marco Pollara       | 811+2  |       |        |       |       | 13     | 13        |
| 25  | Rachele Somaschini  | 107    | 115   |        | Ret   |       | 12     | 12        |
| 26  | Ekaterina Stratieva |        |       | Ret    |       | 811   | 11     | 11        |
| 27  | Łukasz Lewandowski  | DNS    |       |        |       | 9     | 9      | 9         |
| 28  | Mārtiņš Sesks       |        | Ret5  |        |       |       | 5      | 5         |
| 29  | Sindre Furuseth     |        |       |        |       | Ret5  | 5      | 5         |
| 30  | Pedro Antunes       | Ret4   |       |        |       |       | 4      | 4         |
|     | William Creighton   | Ret    |       |        |       |       | 0      | 0         |
|     | Csaba Viszlo        |        |       |        | Ret   |       | 0      | 0         |
| Pos | Piloto              | ITA    | LAT   | PRT    | HUN   | ESP   | Puntos | Mejores 4 |